# Red Bull Cliff Diving World Series

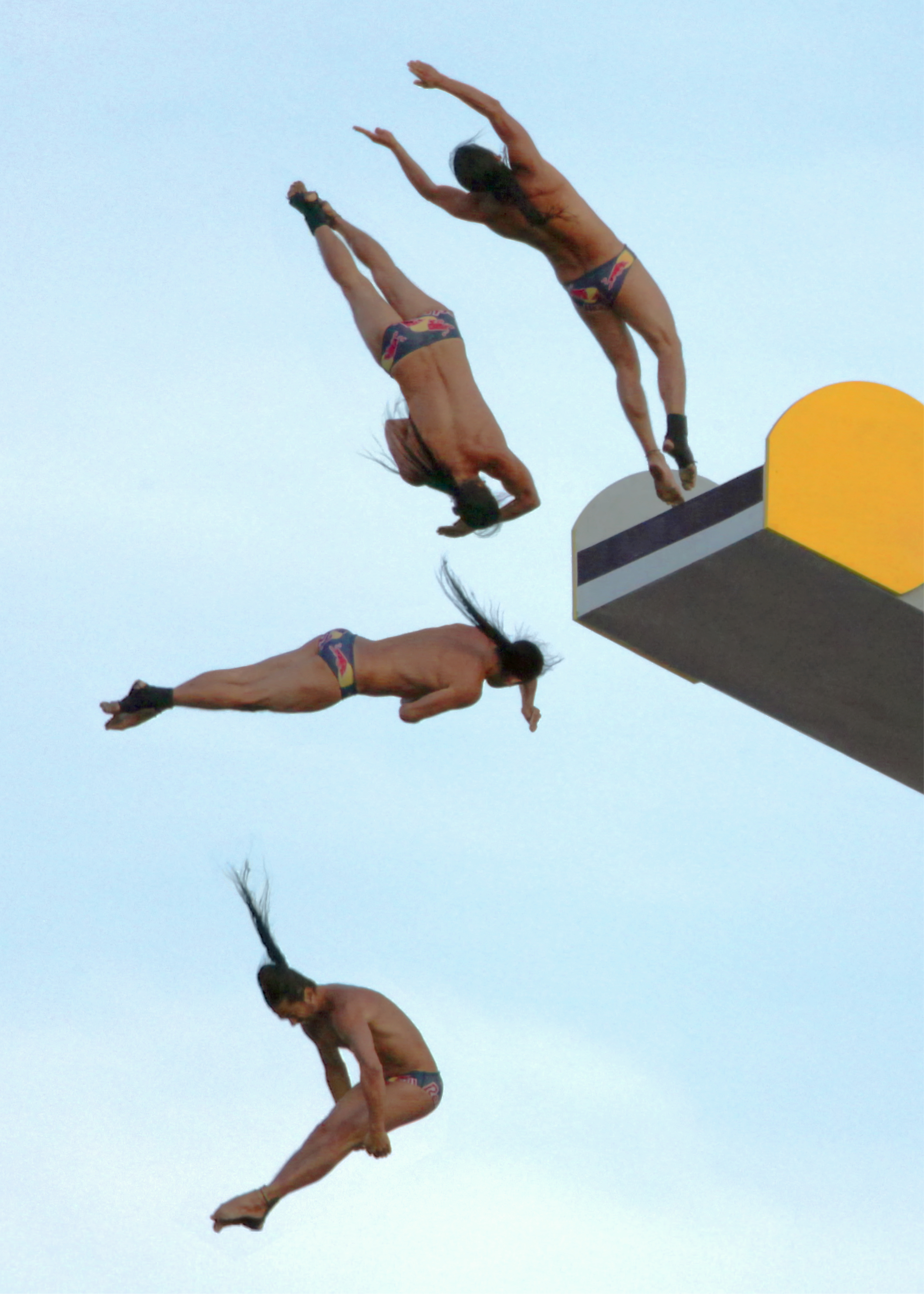
Un tuffo di Orlando Duque

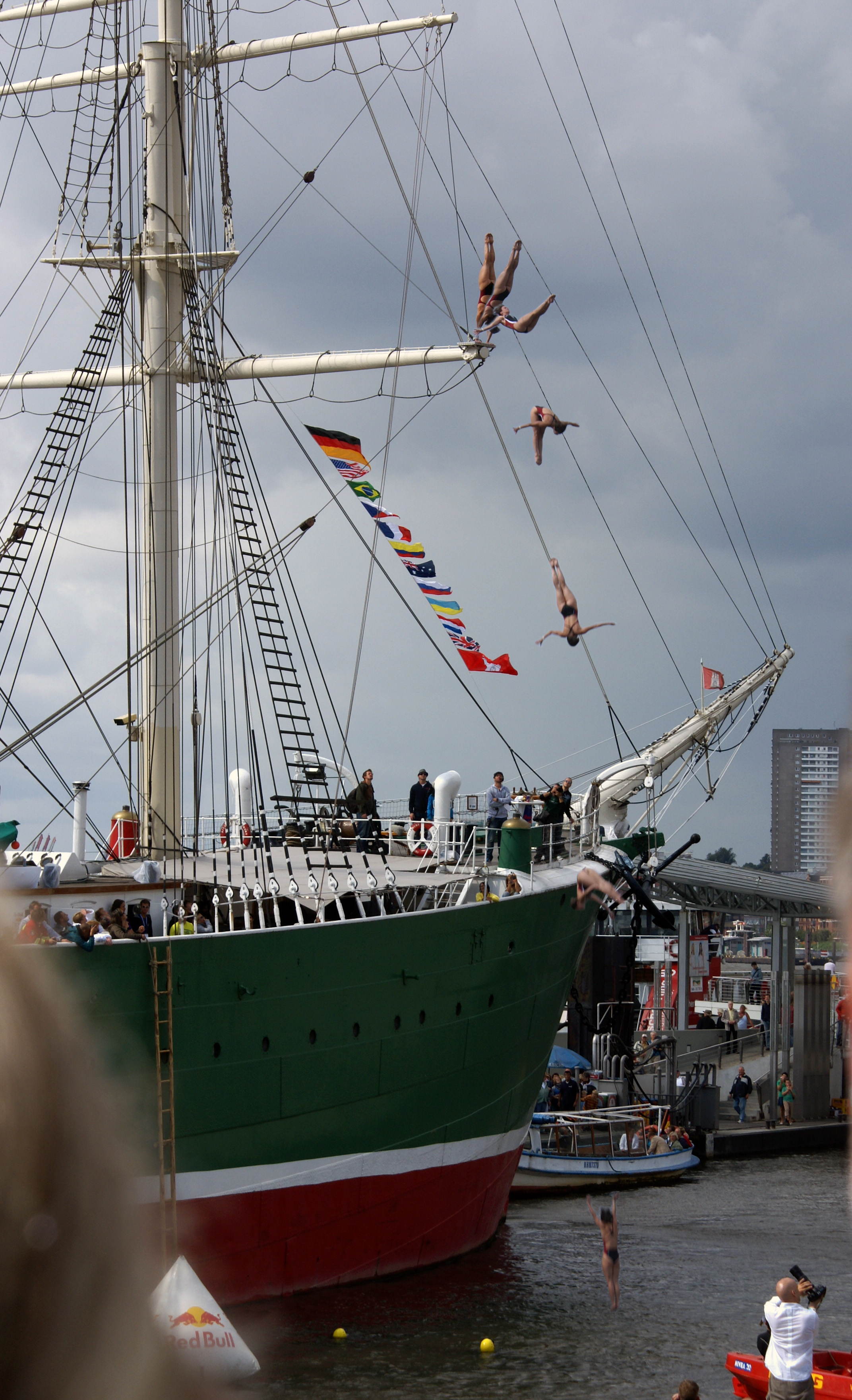
Red Bull Cliff Diving Hamburg 2009

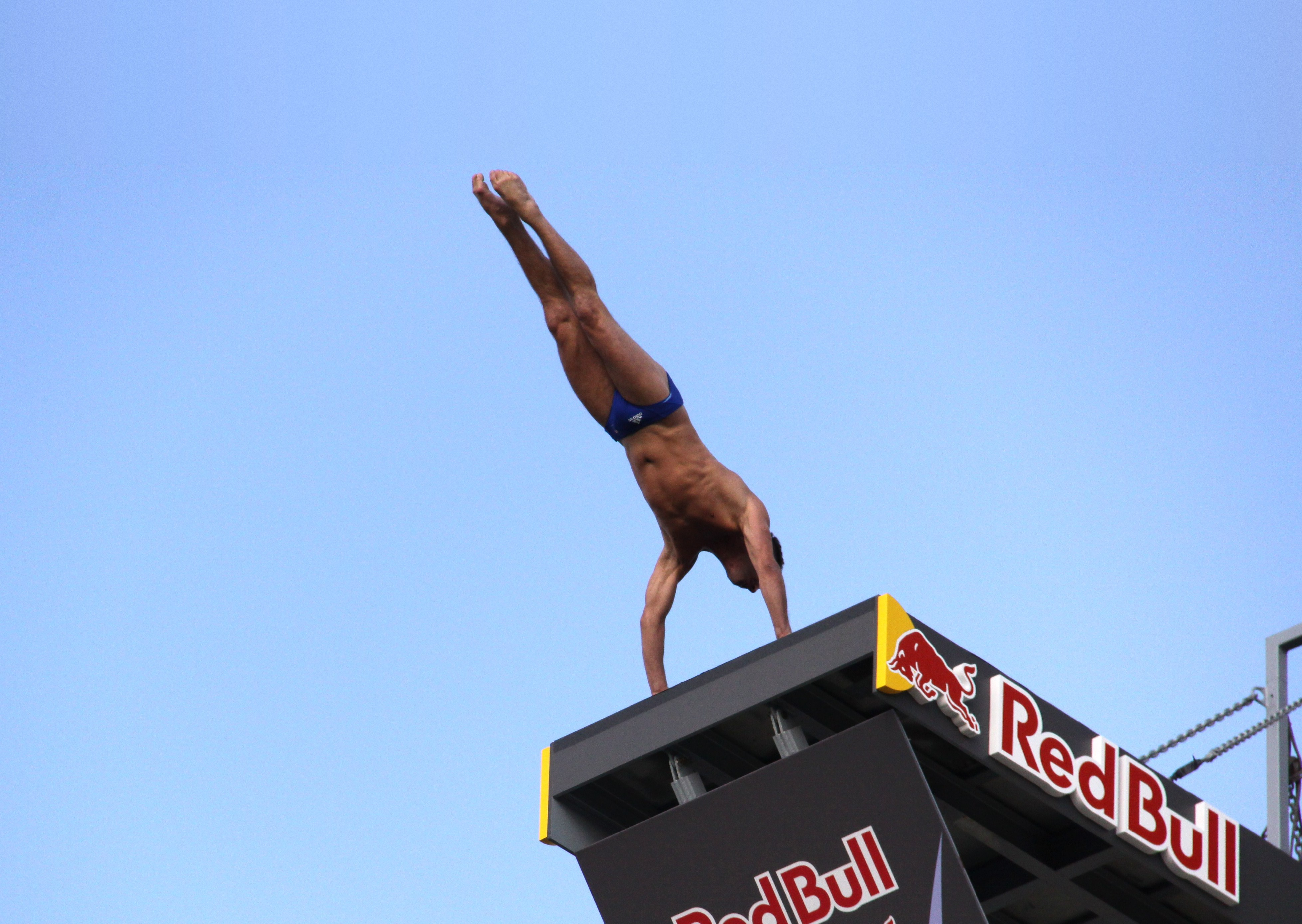
Red Bull Cliff Diving World Series 2011 a La Rochelle, Francia

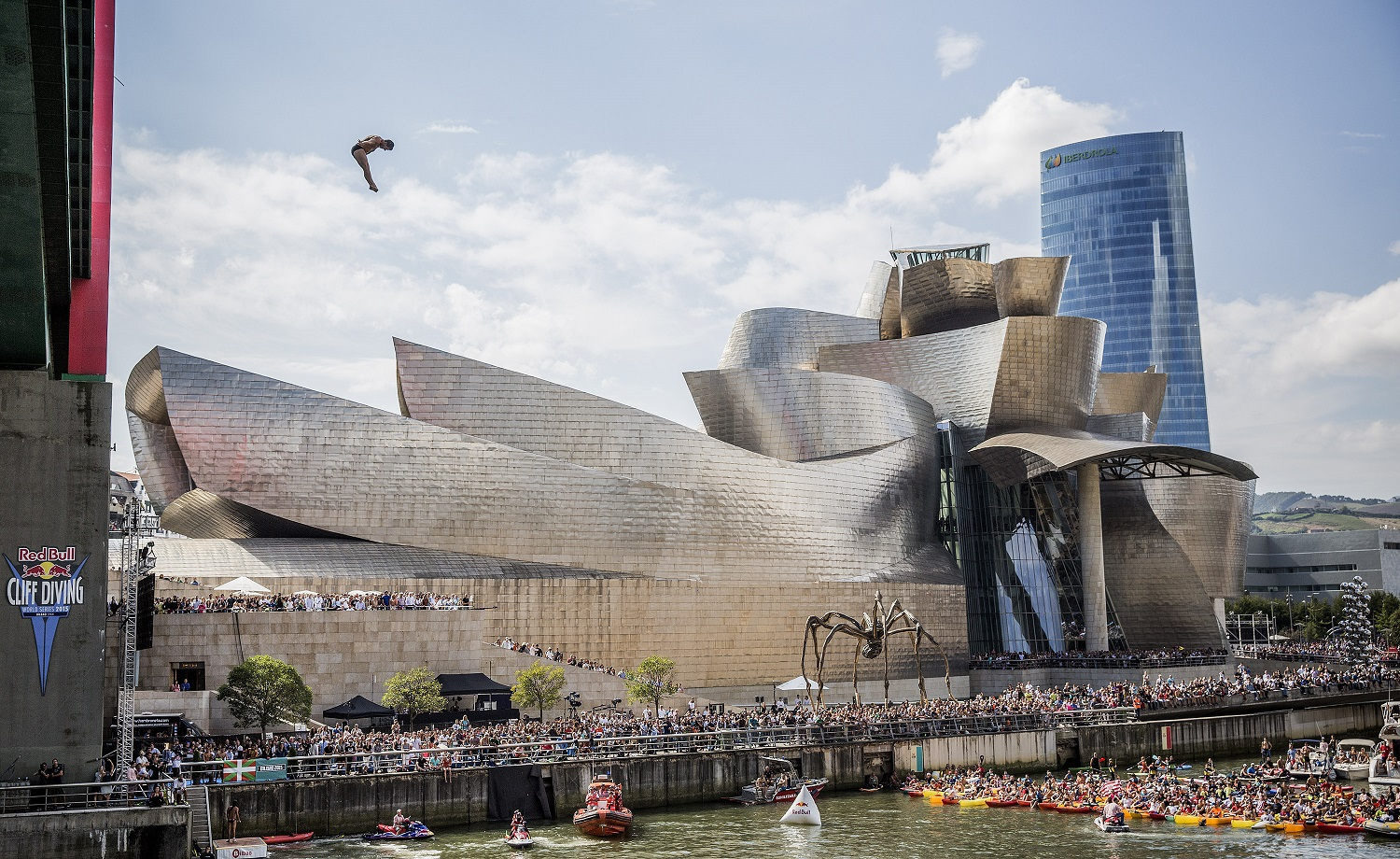
Tuffatore che si lancia dalla piattaforma a 27,5 m a Bilbao

La Red Bull Cliff Diving World Series è una competizione internazionale di tuffi nata nel 2009 (come Red Bull Cliff Diving Series) e organizzata da Red Bull. Dal 2014 gareggiano anche le donne.
I tuffatori si lanciano da una piattaforma situata tra 26 e 28 metri. Le gare si tengono in una decina di location diverse in vari paesi del mondo.

## Albo d'oro

### Uomini
| Stagione | Vincitore                 | Secondo                    | Terzo                     |
| -------- | ------------------------- | -------------------------- | ------------------------- |
| 2018     | Gary Hunt – 1010 p.       | Steven LoBue – 950 p.      | Jonathan Paredes – 790 p. |
| 2017     | Jonathan Paredes – 720 p. | Gary Hunt – 710 p.         | Blake Aldridge – 580 p.   |
| 2016     | Gary Hunt – 1350 p.       | Jonathan Paredes – 1030 p. | Andy Jones – 910 p.       |
| 2015     | Gary Hunt – 1320 p.       | Orlando Duque – 970 p.     | Jonathan Paredes – 849 p. |
| 2014     | Gary Hunt – 1110 p.       | Artem Silchenko – 840 p.   | Steven LoBue – 680 p.     |
| 2013     | Artem Silchenko – 1030 p. | Gary Hunt – 980 p.         | Orlando Duque – 860 p.    |
| 2012     | Gary Hunt – 860 p.        | Orlando Duque – 840 p.     | Steven LoBue – 740 p.     |
| 2011     | Gary Hunt – 125 p.        | Artem Silchenko – 90 p.    | Michal Navrátil – 74 p.   |
| 2010     | Gary Hunt – 109 p.        | Orlando Duque – 94 p.      | Artem Silchenko – 80 p.   |
| 2009     | Orlando Duque – 127 p.    | Gary Hunt – 127 p.         | Artem Silchenko – 111 p.  |

### Donne
| Stagione | Vincitrice                 | Seconda                   | Terza                    |
| -------- | -------------------------- | ------------------------- | ------------------------ |
| 2018     | Rhiannan Iffland – 830 p.  | Adriana Jiménez – 760 p.  | Lysanne Richard – 690 p. |
| 2017     | Rhiannan Iffland – 890 p.  | Helena Merten – 740 p.    | Adriana Jiménez – 690 p. |
| 2016     | Rhiannan Iffland – 1290 p. | Lysanne Richard – 1030 p. | Cesilie Carlton – 780 p. |
| 2015     | Rachelle Simpson – 490 p.  | Ginger Huber – 420 p.     | Cesilie Carlton – 400 p. |
| 2014     | Rachelle Simpson – 600 p.  | Anna Bader – 390 p.       | Adriana Jiménez – 360 p. |

## Red Bull Cliff Diving 2008
Prima delle Red Bull Cliff Diving World Series si sono tenuti altri eventi. Il 13 luglio 2008 a Polignano a Mare (Bari) la manifestazione, dedicata a tuffi da 24 metri, è stata condotta da Alvin ed il giornalista de LA7 Bruno Vesica. I partecipanti sono stati 13, tra cui il famoso tuffatore italiano Giuseppe Palomba, ed hanno attirato più di 20.000 spettatori.

### Partecipanti alla competizione
- Giuseppe Palomba
- Anna Bader
- Zvezdan Gronic
- Sergey Zotin
- Alain Kohl
- Andrey Ignatenko
- Cyrille Oumesjkane
- Artem Silchenko
- Gary Hunt
- Hassan Mouti
- Michal Navrantil
- Orlando Duque
- Oleg Vyshyvanov
- Eber Pava

### Riassunto della competizione
Il vincitore della gara è stato Orlando Duque (campione del mondo di tuffi per nove volte), che ha eseguito un triplo salto mortale all'indietro con doppio avvitamento. Al secondo posto Sergey Zotin, al terzo posto Andrey Ignatenko.

## Red Bull Cliff Diving Series 2009
La competizione del 2009 si è svolta tra l'8 maggio e il 20 settembre.
La tappa italiana si è svolta il 26 luglio a Polignano a Mare (Bari). La manifestazione ha avuto come partnership l'emittente radiofonica Radio 105 e la gara è stata condotta da Alvin conduttore della trasmissione 105 Music & Cars e dal giornalista de LA7 Bruno Vesica..

### Tappe della edizione 2009 del Red Bull Cliff Diving World Series
- La Rochelle (Francia - 8 maggio 2009)
- Rotterdam (Paesi Bassi - 20 giugno 2009)
- Ragusa (Croazia - 11 luglio 2009)
- Polignano a Mare (Italia - 26 luglio 2009 unica tappa italiana)
- Antalya (Turchia - 8 agosto 2009)
- Amburgo (Germania - 29 agosto 2009)
- Vierwaldstättersee (Svizzera - 5 settembre 2009)
- Atene (Grecia - 20 settembre 2009)

### Partecipanti all'edizione italiana
- Alain Kohl
- Andrej Ignatenko
- Cyrille Oumesjkane
- Artëm Silčenko
- Gary Hunt
- Hassan Mouti
- Michal Navrantil
- Kent De Mond
- Orlando Duque
- Slava Polješčuk
- Eber Pava
- Steve Black

### Riassunto della competizione
A causa del forte vento e quindi del mare molto agitato, la competizione è terminata prima rispetto al previsto, ma nonostante questo, la manifestazione ha attirato più di 30.000 spettatori. Il vincitore della gara è stato il colombiano Orlando Duque.

## Red Bull Cliff Diving World Series 2010
La competizione del 2010 si è svolta tra il 15 maggio e il 12 settembre 2010. 
La tappa italiana si è tenuta ancora una volta a Polignano a Mare l'8 agosto, condotta da Alvin e il duo Kris & Kris di Radio 105.

### Tappe della terza edizione del Red Bull Cliff Diving
- La Rochelle (Francia - 15 maggio 2010)
- Yucatán (Messico - 6 giugno 2010)
- Kragerø (Norvegia - 24 luglio 2010)
- Polignano a Mare (Italia - 8 agosto 2010)
- Siskon (Svizzera - 28 agosto 2010)
- Hawaii (USA - 12 settembre 2010)